# Colli Etruschi Viterbesi Rossetto
Il Colli Etruschi Viterbesi Rossetto è un vino DOC la cui produzione è consentita nella provincia di Viterbo.

## Caratteristiche organolettiche
- colore: paglierino più o meno intenso
- odore: intenso, delicato, gradevole, finemente aromatico
- sapore: secco, amabile, armonico

## Produzione
Provincia, stagione, volume in ettolitri
- nessun dato disponibile